# Cadentia Nova Danica
Cadentia Nova Danica er en avantgardejazzgruppe, som blev dannet af John Tchicai i 1966. Første udgave af ensemblet var en gruppe på ca 10 musikere bl.a.Steffen Andersen, Georgio Musoni, Kim Menzer, Max Brüel, Simon Koppel, Karsten Vogel, Finn von Eyben og Hugh Steinmetz. Senere i 1969 dannedes et større "symfonisk" ensemble i det eksperimenterende musik miljø omkring Reprise Teatret i Holte med bl.a. Theo Rahbek, Mauritz Tchicai, Willy Jagert, Jørgen Thorup, Sune Weimar, Michael Schou, Mogens Bollerup, Pierre Dørge, Jon Finsen, Claus Bøje, Anthony Barnett, Ole Thilo, Ole Matthiessen, Christian Kyhl, Ole Kühl. 14, 16 og 17 maj gik gruppen udvidet med bl.a. Willem Breuker, Bent Hesselmann, J.C. Moses, Niels Harrit, i studiet i Vanløse Bio og indspillede albummet Afrodisiaca for MPS Records (en) produceret af Joachim E. Berendt (en).
Politiken skriver den 28. august 2006 at Afrodisiaca, Cadentia Nova Danicas anden udgivelse, er et overset værk som skulle have været med i Kulturkanonen. Politikens skribent, Anna-Lise Malmros, graver gamle anmeldelser frem som dokumentation:
| Citat | Boris Rabinowitsch, der også i foråret 1970 var anmelder ved Politiken, skrev: »Afrodisiaca er en bedrift«, og Arnvid Meyers overskrift i B.T. var næsten enslydende: 'Afrodisiaca - en bedrift'. Erik Wiedemann, den nu afdøde doktor i jazz, skrev i Information, at pladen var "en triumf både for Tchicai, Steinmetz og hele orkestret". | Citat |
|       | |       |

## Diskografi
- John Tchicai and Cadentia Nova Danica, 1968
- Afrodisiaca, 1969

## Reference
1. ↑  booklet til CD-udgivelsen fra 2008

| Musikgruppe | Spire Denne artikel om en dansk musikgruppe er en spire som bør udbygges. Du er velkommen til at hjælpe Wikipedia ved at udvide den. |